# Neligh (Nebraska)
Neligh település az Amerikai Egyesült Államok Nebraska államában, Antelope megyében, melynek megyeszékhelye is. Lakosainak száma 1536 fő (2020. április 1.).

## Népesség
A település népességének változása:

| 2010 | 1 599 |
| 2020 | 1 536 |